# Марк Стацій Пріск Ліциній Італік
Марк Стацій Пріск Ліциній Італік (лат. Marcus Statius Priscus Licinius Italicus; ? —164) — державний і військовий діяч Римської імперії, консул 159 року.

## Життєпис
Про місце та дату народження невідомо. Походив із провінції Далмація, з родини римських колоністів. 
Службу розпочав як префект когорти IV Лінгонів у провінції Британія. У 133 році став військовим трибуном III Гальського легіону. Відзначився під час Третьої римо—юдейської війни, яка тривала до 135 року. У 135 році призначений легатом X Парного легіону у провінції Верхня Паннонія.
Згодом служив військовим трибуном у I Допоміжному легіоні, потім начальником корпусу ауксиліїв, з 145 року прокуратором у провінціях Нарбонська Галлія й Аквітанія. Послідовно був квестором, претором, народним трибуном. Вслід за цим його призначено легатом XIV Парного легіону в Паннонії, а незабаром XIII Парного легіону в Дакії. У 156–158 роках керував провінцією Верхня Дакія як імператорський легат—пропретор. Вимушений був до 157 року вести оборонні бої проти вільних даків, яким було завдано поразки. На честь цього звів вівтар, присвячений імператорові.
У 159 році став консулом разом із Плавтієм Квінтіллом. У 160 році Стація призначено куратором відвідних каналів Тибру та міського водогону Риму. У 161 році став імператорським легатом—пропретором у провінції Нижня Мезія. Того ж року став імператорським легатом у провінції Британія.
У 162 році його призначено імператорським легатом—пропретором до провінції Каппадокія. Тут Стацій готував війська до війни із Парфією. Того ж року імператор Луцій Вер призначив Стація Пріска своїм дуксом. На чолі армії Марк Стацій вдерся до Вірменії, яку очистив від парфян, зруйнував столицю Артаксату й звів нову Каїнополіс (вірменською Вагаршапат), відновив на троні колишнього царя Сохемоса. Втім у 164 році ймовірно помер від чуми під час її епідемії.